# Осен (област Враца)
 Тази статия е за селото в Област Враца.  За другите български села с това име вижте Осен.  
О̀сен е село в Северозападна България. То се намира в община Криводол, област Враца.

## География
Намира се на около 30 км северно от гр. Враца и на 8 км от гр. Криводол. През него минава пътя Монтана – Плевен.
Селото е разположено в хълмиста долина. В центъра се намира „Голямата чешма“, около която впоследствие са възникнали по околните склонове махали във всички посоки.

## История
Селото се е намирало в местността „Мали(я) Осен“, но след кърджалийските погроми от началото и средата на XIX век се премества на север, в сегашното си местоположение.
В 1884 година е завършена църквата „Света Параскева“. Зографията в нея е дело на дебърския майстор Велко Илиев.

## Население
Преброяване на населението през 2011 г.
Численост и дял на етническите групи според преброяването на населението през 2011 г.:
|                     | Численост | Дял (в %) |
| Общо                | 251       | 100,00    |
| Българи             | 246       | 98,00     |
| Турци               | 0         | 0,00      |
| Цигани              | 0         | 0,00      |
| Други               | 0         | 0,00      |
| Не се самоопределят | 0         | 0,00      |
| Неотговорили        | 5         | 1,99      |

## Културни и природни забележителности
На центъра на селото има вековен извор, който през 1921 година е каптиран и изграден като голяма чешма с две корита, с дължина около 15 метра. Едното служи за напояване на добитъка, а другото хората от селото са го превърнали в обществена пералня. Оттичащите се води от чешмата са основен източник за язовира, който се намира между селата Осен и Галатин. Селото е известно и с читалищната сграда, построена през 1962 година. Тя има голям и малък салон и голяма библиотека. В селото има църква, изградена 1884 година с доброволния труд и даренията на хората от селото. През 2004 година покрива на черквата е подменен и обновен и в черквата се извършват всички християнски обреди и ритуали.

## Редовни събития
Едно от най-редовните събития е съборът на селото. Той се провежда в последната събота и неделя на месец октомври, и честване на Иванов и Йорданов ден.

## Други
Сред жителите на селото и района е разпространена легендата, че с. Осен е родното място на поета-революционер Христо Ботев. Тази хипотеза е обект на множество публикации в регионалния и някои в националния печат, както и книги на местни любители историци и краеведи. Твърденията се основават най-вече на откъс от художествено произведение на Ботев. В очерка „Примери от турско правосъдие“, поместен във в. „Дума на българските емигранти“ през 1871 г., художественият герой-наратор отбелязва: „Такива чувства изпитвах, кога влизах и в родното си село Осен до Враца, но там аз колкото седях, със злобен смях повтарях думите: „Сен кардаш, бен кардаш“ (Ти си брат, аз съм брат) – думи на крадливите черкези към врачанския управител“. През 80-те години на ХХ век в селото е поставен паметник на Христо Ботев, върху който е гравиран горният цитат. Хипотезата е многократно опровергавана от професионалните историци и изследователи на Ботев, като едно от най-недвусмислените доказателства е фактът, че Ботев собственоръчно пише през септември 1868 г. в заявлението си за постъпване в букурещкото медицинското училище: „Аз, долуподписаният, по вероизповедание православен, народност – българин, роден в град Калофер, окръг Пловдивски, желая да усвоя медицинското изкуство...“.
Селото е едно от малкото в района, в което не живеят представители на други етноси, а е населявано само от българи, което е и причина за постоянно намаляващия му брой.